# Lycée Jean-Rostand (Roubaix)
Pour les articles homonymes, voir Lycée Jean-Rostand.
Le lycée Jean-Rostand de Roubaix est un lycée public qui, outre ses classes d'enseignement secondaire, propose trois filières d'enseignement supérieur, dans les métiers de l'audiovisuel, de la photographie et de l'informatique. Il se distingue par ses filières audiovisuelles et photographiques.
Les diplômes délivrés sont des diplômes d'État et les études sont gratuites.

## Histoire
Initialement le lycée proposait la seconde générale et les filières scientifique (S), des sciences de l'ingénieur (Si) et technologiques (STI électronique, électrotechnique et génie mécanique) ainsi que des BTS dans les métiers de l'audiovisuel, de l'informatique et de la photographie.
À la rentrée 2014, une grève a mobilisé deux tiers des enseignants du lycée qui dénonçaient l'opacité dans la gestion du proviseur Robert Minéo, qui était notamment accusé d'avoir favorisé l'embauche d'au moins trois membres de sa famille auprès du personnel du lycée. À la suite d'une enquête administrative, il est sorti blanchi des accusations dont il était la cible.
Il s'est enrichi d'offres de formation par apprentissage et a intégré le Campus des métiers INIC (Image Numérique et Industries Créatives) et propose l'enseignement cinéma audiovisuel dès la classe de seconde.

## Classement du lycée
En 2015, le lycée se classe 97e sur 99 au niveau départemental, et 2274e au niveau national avec un taux de réussite au baccalauréat S supérieur de 3% aux attentes du Rectorat. Le classement s'établit sur trois critères : le taux de réussite au bac, la proportion d'élèves de première qui obtient le baccalauréat en ayant fait les deux dernières années de leur scolarité dans l'établissement, et la valeur ajoutée (calculée à partir de l'origine sociale des élèves, de leur âge et de leurs résultats au diplôme national du brevet).
En 2017, le taux de réussite au baccalauréat S est de 68 % dont 17% de candidat ayant obtenu une mention.

## Formations d'enseignement supérieur
Le lycée dispose de trois sections de BTS :
- Une section de BTS Métiers de l'Audiovisuel depuis 1990. Le lycée est le seul établissement du Nord-Pas-de-Calais à proposer cette spécialité, et l'un des rares en France à proposer les cinq options conjointement. Chacune des cinq options accueille 13 étudiants : image ; son ; montage ; ingénierie et exploitation des équipements ; gestion de production.
- Une section de BTS Photographie depuis 2003 : il s'agit de la seule section publique existante en France, avec celle du lycée Auguste-Renoir de Paris. Chaque promotion accueille une trentaine d'étudiants.
- Une section de BTS SNIR, Système Numériques Informatique et Réseaux. Chaque promotion accueille une trentaine d'étudiants.

Le Lycée propose également des formations en apprentissage pour chacune de ses classes (excepté en BTS Photo qui ouvrira ses portes à la rentrée 2020-2021).

## Locaux et équipements pour la section Métiers de l'Audiovisuel
Le lycée Jean-Rostand dispose de 2 800 m2 de locaux destinés à la section. Il était l'un des rares BTS de France qui produisait encore des films en Super 16. Il dispose d'une caméra Sony F5, de plusieurs Sony FS7, trois caméras 16 mm, un caméscope Betacam numérique, et des caméscopes XDCAM, DVCAM et Betacam SP, d'un Steadicam, de deux grues et une dolly, de quatre plateaux de tournage, de deux régies analogiques (fixe et mobile) et deux régies numériques (fixe et portable), d'une salle de mixage 5.1, de studios son et des équipements de montage et de post-production associés ainsi qu'une salle de cinéma (liste non exhaustive). Ce matériel est accessible pour l'ensemble de ses 120 étudiants répartis en cinq options sur deux années d'études.